# معبد النار أتشكوه
معبد النار أتشكوه (بالفارسية: آتشکده آتشکوه) هو معبد نار تاريخي يعود إلى عصر الساسانيين، ويقع في نيمور.